# Leemputstraat

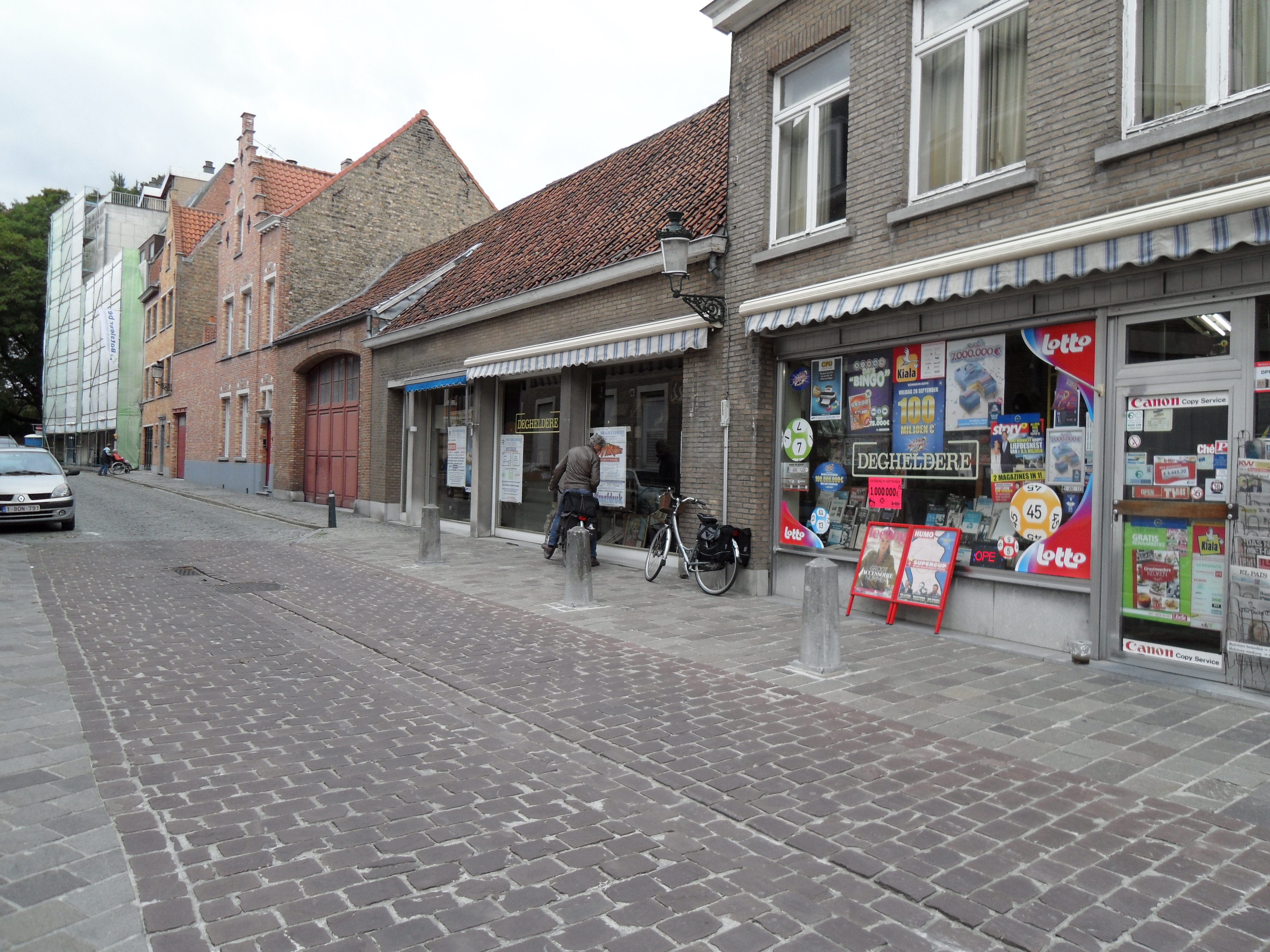
De Leemputstraat, in de richting van de Guido Gezellelaan

De Leemputstraat is een straat in Brugge.

## Beschrijving
Het ging om een straat die zich ter hoogte van de Smedenkapel afsplitste van de Smedenstraat en doorliep tot aan de Lege Weg op Sint-Andries en de hoeve en leengoed Ten Leempitte. In 1297 werd de weg doorgesneden door de nieuwe omwalling van de stad en binnen de vestingen bleef alleen maar een korte straat over, die de naam Leemputstraat behield, ook soms gewoon Leemstraat.
Toen in 1792 de straatnamen officieel werden vastgelegd werd het Leemputstraat. In 1830 werd het Leemstraat - Rue d'Argile en in 1936 werd het dan opnieuw Leemputstraat.
De Leemputstraat loopt van de Smedenstraat naar de Guido Gezellelaan.